# کیلین
کیلین (انگلیسی: Kaylynn؛ زاده ۲۶ سپتامبر ۱۹۷۷) یک بازیگر پورنوگرافی اهل ایالات متحده آمریکا است.